# 巫王志
巫王志，是台灣女作家鄭丰的武俠小說，故事背景為商朝武丁時期。故事中講述祖庚（子曜）發現自己為大巫、得回王位等事。

## 主要内容
作品以殷商为历史背景，書中子昭（武丁)、婦好等王室成員為真實歷史人物，書中高宗肜日、祭祀等為真實的歷史事件，并结合了考古卜辞中的历史情节加以想象。作者希望抛却武侠小说以往江湖、帮派的设定，通过商朝盤庚遷殷後武丁、祖庚、祖己、祖甲四王更迭的历史演绎，融合《山海经》等上古奇幻元素，填补中文奇幻小说的空白。

## 主要人物
- 子曜 —— 小說男主角，為王昭與婦斁之小子。
- 子嫚 —— 小說女主角，為王昭與婦斁之女。
- 小巫 —— 孤兒，大巫之徒。子曜好友。

## 章回目錄
全書共一百零一章，另附一篇後記：
| 第一部 天邑商 - 第一章 巫韋 - 第二章 漁婦 - 第三章 巫彭 - 第四章 井宮 - 第五章 救羊 - 第六章 斃虎 - 第七章 大巫 - 第八章 射宮 - 第九章 襲央 - 第十章 虎屍 - 第十一章 鼠葬 - 第十二章 肜祭 - 第十三章 逼宮 - 第十四章 入囚 - 第十五章 相依 - 第十六章 伐羌 - 第十七章 鬼方 - 第十八章 出囚 - 第十九章 饕餮 - 第二十章 貞壽 | 第四部 人與巫 - 第六十一章 羌羚 - 第六十二章 鼠脱 - 第六十三章 尋人 - 第六十四章 兄妹 - 第六十五章 結盟 - 第六十六章 變身 - 第六十七章 族亡 - 第六十八章 折弓 - 第六十九章 退師 - 第七十章 冷箭 - 第七十一章 樹巔 - 第七十二章 受刑 - 第七十三章 三豹 - 第七十四章 救豹 - 第七十五章 歸服 - 第七十六章 搶救 - 第七十七章 離姜 - 第七十八章 喀目 - 第七十九章 歸來 - 第八十章 子載 |

| 第二部 蠻荒地 - 第二十一章 子漁 - 第二十二章 蛇王 - 第二十三章 荊楚 - 第二十四章 求存 - 第二十五章 虎侯 - 第二十六章 子雍 - 第二十七章 雀方 - 第二十八章 自逐 - 第二十九章 鷹崖 - 第三十章 鎖王 - 第三十一章 后崩 - 第三十二章 新后 - 第三十三章 流放 - 第三十四章 魚嬰 - 第三十五章 女王 - 第三十六章 虎方 - 第三十七章 虎女 - 第三十八章 巫離 - 第三十九章 夭子 - 第四十章 無家 | 第五部 巫之王 - 第八十一章 認子 - 第八十二章 鬼童 - 第八十三章 醜方 - 第八十四章 結盟 - 第八十五章 王歸 - 第八十六章 黃泉 - 第八十七章 巫爭 - 第八十八章 回生 - 第八十九章 重遇 - 第九十章 闖崖 - 第九十一章 學巫 - 第九十二章 復身 - 第九十三章 隨情 - 第九十四章 虎亡 - 第九十五章 大戰 - 第九十六章 陷阱 - 第九十七章 冥界 - 第九十八章 真相 - 第九十九章 告別 - 第一百章 新生 - 第一百零一章 半龍 |

| 第三部 覓歸路 - 第四十一章 寧亘 - 第四十二章 漁歸 - 第四十三章 除異 - 第四十四章 變身 - 第四十五章 覓友 - 第四十六章 伐告 - 第四十七章 迷姜 - 第四十八章 尋天 - 第四十九章 神殺 - 第五十章 海王 - 第五十一章 龍王 - 第五十二章 龍女 - 第五十三章 蟲皇 - 第五十四章 尋子 - 第五十五章 斁喪 - 第五十六章 決裂 - 第五十七章 南征 - 第五十八章 錮王 - 第五十九章 救巫 - 第六十章 擇王 |